# Museo provinciale della ceramica
Il Museo provinciale della ceramica è un museo dedicato all'arte della ceramica realizzato a partire dal 1981 nella tenuta di Villa Guariglia a Raito sulla Costiera amalfitana.

## Descrizione
A Raito (sezione di Vietri sul mare), nella Villa Guariglia -dove fu ospitato il Re d'Italia Vittorio Emanuele III, fu creato nel 1981 il Museo della Ceramica della Campania.
Tra i pezzi in esposizione vi sono i lavori di Richard Dölker, Elle Schwarz (moglie di Dölker), Irene Kowaliska, Margarete Thewalt Hannash (detta anche Bab), Giovannino Carrano, Vincenzo Pinto, Giosuè Procida, Salvatore Procida e Guido Gambone.
Dall'8 marzo del 1999, al pianoterra della Villa, sono state esposte le collezioni private acquisite dal Settore Beni Culturali della Provincia di Salerno, Inoltre il 6 luglio del 2001 è stato inaugurato un terzo settore dedicato alle "riggiole", (mattonelle utilizzate per il rivestimento pavimentale e parietale).
Il percorso espositivo si sviluppa su tre settori:
- Oggetti in ceramica di carattere religioso;
- Vasellame di uso quotidiano;
- Produzione di ceramica del "periodo tedesco" nel salernitano.